# Marj Dusay
Marj Dusay (Kansas, 20 de febrero de 1939 - Manhattan, 28 de enero de 2020 ) fue una actriz estadounidense.

## Biografía
Contrajo matrimonio con John Murray Dusay desde 1955 a 1961 y luego con Thomas Perine desde 1967 a 1987. Fue madre de dos hijos: Debra y Randall Marj Dusay.
Falelció el 28 de enero de 2020 en Manhattan.

## Filmografía
| - 1967, Clambake - 1999, Year 1999 A D. - 1967-1968, The Wild Wild West (TV series) - 1968, Sweet November - 1968, Star Trek (episodio: Spock's Brain) - 1968-1969, Bonanza (TV Series) - 1968-1969, Hawaii Five-O (TV series) - 1968-1970, Hogan's Heroes (TV series) - 1969,Pendulum - 1969, Dead of Night: A Darkness at Blaisedon - 1970, Family Affair (episodio: "The Unsinkable Mr. French") - 1971, The Odd Couple (episodio: "What Does a Naked Lady Say To You") - 1971, Getting Together (episodio: "All Shook Up") - 1971, Mannix (episodio: "A Gathering of Ghosts") - 1972, McMillan & Wife (episode: "The Face of Murder") - 1973, Thirty Dangerous Seconds - 1973, Breezy - 1977, MacArthur - 1978, Wheels (TV miniseries) - 1979, Stop Susan Williams! (TV series) - 1981-1987, The Facts of Life (TV series, recurring) - 1983-1987, Capitol (TV series) - 1985, Dallas (TV series) - 1987, Made in Heaven - 1987-1991, Santa Barbara (TV series) - 1987-2009, Guiding Light (TV series) - 1989-1992, Murder, She Wrote (TV series) - 1990, Friday the 13th: The Series (episodio: "Spirit of Television") - 1993, Days of Our Lives (TV series) - 1995, Siao Yu - 1997, Love Walked In - 1998, 12 Bucks - 1998-2002, All My Children (TV series) - 2000, A Chronicle of Corpses - 2002, Pride & Loyalty - 1967, Clambake - 1967, Año 1999 A D. (corto) - 1967-1968, El salvaje oeste (serie de televisión) - 1968, Dulce noviembre | - 1968, Star Trek (episodio "El cerebro de Spock") - 1968-1969, Bonanza (Serie de TV) - 1968-1969, Hawaii Five-O (serie de televisión) - 1968-1970, Hogan's Heroes (serie de televisión) - 1969, Péndulo - 1969, Dead of Night: A Darkness at Blaisedon (película para televisión) - 1970, Asunto de familia (episodio "El insumergible Sr. French") - 1971, La extraña pareja (episodio "¿Qué te dice una dama desnuda") - 1971, Reuniéndose (episodio "Todos sacudidos") - 1971, Mannix (episodio "Una reunión de fantasmas") - 1972, McMillan & Wife (episodio: "El rostro del asesinato") - 1973, Treinta segundos peligrosos - 1973, Breezy - 1977, MacArthur - 1978, Wheels (miniserie de televisión) - 1979, ¡Detén a Susan Williams! (serie de televisión) - 1981-1987, The Facts of Life (serie de televisión) - 1983-1987, Capitol (serie de televisión) - 1985, Dallas (serie de televisión) - 1987, Made in Heaven - 1987-1991, Santa Bárbara (serie de televisión) como Pamela Capwell Conrad - 1987-2009, Guiding Light (serie de televisión) - 1989-1992, Murder, She Wrote (serie de televisión) - 1990, Viernes 13: La Serie (episodio "Spirit of Television") - 1993, Days of Our Lives (serie de televisión) - 1995, Siao Yu - 1997, Love Walked In - 1998, 12 dólares - 1998-2002, Todos mis hijos (serie de televisión) - 2000, Una crónica de cadáveres - 2002, Orgullo y lealtad |